# Теннисный чемпионат Дубая 2025
Теннисный чемпионат Дубая 2025 (по спонсорским причинам известный как Dubai Duty Free Tennis Championships 2025) — профессиональный теннисный турнир, который разыгрывался на открытых хардовых кортах «Aviation Club Tennis Centre».
Турнир-2025 является 33-м по счёту, проводящимся здесь. В этом году мужское соревнование относилось к категории ATP 500 с призовым фондом в 3.4 миллиона долларов, а женское — к категории WTA 1000 с призовым фондом в 3,6 миллиона в той же валюте.
Соревнования проходили в Дубае с 16 февраля по 1 марта 2025 года: в первую неделю был сыгран женских турнир, а во вторую — мужской. Турнир входил в серию соревнований, расположенную в календаре между Открытым чемпионатом Австралии и турниром в Индиан-Уэлсе.
Прошлогодние победители:
- в мужском одиночном разряде —  Юго Эмбер
- в женском одиночном разряде —  Жасмин Паолини
- в мужском парном разряде —  Таллон Грикспор и  Ян-Леннард Штруфф
- в женском парном разряде —  Сторм Хантер и  Катерина Синякова

## Общая информация
Все игроки, представляющие Россию и Беларусь, выступавшие на дубайских кортах, были заявлены в нейтральном статусе.
Лидером посева в мужском одиночном турнире стал Даниил Медведев (№ 6 в мире на тот момент). 29-летний россиянин добрался до четвертьфинала, а титул достался Стефаносу Циципасу. Грек выиграл один за другим пять матчей, а в финале справился с Феликсом Оже-Альяссимом. Прошлогодний чемпион — Юго Эмбер — защищал свой титул и дошёл до второго раунда. Сеянные заняли два места в четвертьфиналах, сильнейшим представителем квалификации в основной сетке стал Кантен Али. 28-летний француз добрался до полуфинала, пройдя в первом раунде Андрея Рублёва.
Лидером посева в женском одиночном турнире стала Арина Соболенко (№ 1 в мире на тот момент). 26-летняя теннисистка добралась до третьего раунда, а титул достался Мирре Андреевой. 17-летняя россиянка выиграла один за другим шесть матчей, последовательно пройдя Игу Свёнтек, Елену Рыбакину и Клару Таусон. Прошлогодняя чемпионка — Жасмин Паолини — защищала свой титул и дошла до третьего раунда. Сеянные заняли 9 из 16 мест в третьем раунде.
Лидерами посева в мужском парном турнире стали Марсело Аревало и Мате Павич (лидеры рейтинга в тот период); титул же достался Юки Бхамбри и Алексею Попырину. Индиец и австралиец выиграли один за другим четыре матча, пройдя обоих лидеров посева. Прошлогодние чемпионы — Таллон Грикспор и Ян-Леннард Штруфф — не защищали свой титул, но нидерландец принимал участие в соревнованиях (в паре с Адамом Павласеком) и уступил уже на старте. Сеянные заняли одно место в полуфиналах, в этой же стадии отказался один из участников квалификации: Робин Хасе и Хендрик Йебенс прошли на пути в эту стадию четвёртую команду посева.
Лидерами посева в женском парном турнире стали Катерина Синякова и Тейлор Таунсенд (1-я и 3-я ракетки мира в тот период). Чешка и американка выиграли один за другим три матча, а в финале справились с Се Шувэй и Еленой Остапенко. Вторая прошлогодняя чемпионка — Сторм Хантер — не принимала участие в соревнованиях. Сеянные команды заняли два из места в четвертьфиналах.

## Соревнования

### Мужчины. Одиночный турнир
- Стефанос Циципас обыграл  Феликса Оже-Альяссима со счётом 6-3 6-3.
- Циципас выиграл 1-й одиночный титул в сезоне и 12-й за карьеру в основном туре ассоциации.
- Оже-Альяссим сыграл 3-й одиночный финал в сезоне и 18-й за карьеру в основном туре ассоциации.

### Женщины. Одиночный турнир
- Мирра Андреева обыграла  Клару Таусон со счётом 7-6(1) 6-1.
- Андреева выиграла 1-й одиночный титул в сезоне и 2-й за карьеру в основном туре ассоциации.
- Таусон сыграла 2-й одиночный финал в сезоне и 5-й за карьеру в основном туре ассоциации.

### Мужчины. Парный турнир
- Юки Бхамбри /  Алексей Попырин обыграли  Харри Хелиёваару /  Генри Паттена со счётом 3-6 7-6(12) [10-8].
- Бхамбри выигрывает 1-й парный титул в сезоне и 4-й за карьеру в основном туре ассоциации.
- Попырин выигрывает дебютный парный титул за карьеру в основном туре ассоциации.

### Женщины. Парный турнир
- Катерина Синякова /  Тейлор Таунсенд обыграли  Се Шувэй /  Елену Остапенко со счётом 7-6(5) 6-4.
- Синякова выигрывает 2-й парный титул в сезоне и 30-й за карьеру в основном туре ассоциации.
- Таунсенд выигрывает 2-й парный титул в сезоне и 9-й за карьеру в основном туре ассоциации.